# Resolution 12 des UN-Sicherheitsrates
Die Resolution 12 des UN-Sicherheitsrates ist eine Resolution, die der Sicherheitsrat der Vereinten Nationen in der 82. Sitzung am 10. Dezember 1946 beschloss. Sie beschäftigte sich mit der „griechischen Frage“ (gemeint sind die internationalen Auswirkungen des Griechischen Bürgerkriegs). Konkret wurde Griechenland und Jugoslawien die Teilnahme an der Diskussion im Sicherheitsrat ermöglicht. Albanien und Bulgarien durften Erklärungen zur Sache abgeben und sollten unter Umständen ebenfalls an der Diskussion teilnehmen.

## Hintergrund
Die Sowjetunion brachte „die griechische Frage“ erstmals im Januar 1946 zur Sprache, als erste Beschuldigungen gegen britische Truppen laut wurden. Deren Einmischung in Griechenland führte zu Problemen mit anderen Staaten der Region.
Der Griechische Bürgerkrieg eskalierte im März 1946 im Vorfeld von Parlamentswahlen. Es handelte sich dabei um den Konflikt zwischen der linken Volksfront bzw. deren Demokratischer Armee Griechenlands (DSE) und der konservativen griechischen Regierung, welche zum Zeitpunkt der Resolution von Großbritannien unterstützt wurde. Die Unterstützung der griechischen Armee erfolgte aktiv militärisch und waffentechnisch; ein direktes Eingreifen der britischen Truppen fand aber nicht statt. Auf der anderen Seite erhielt die DSE im Rahmen der Komintern logistische Unterstützung aus Albanien und Jugoslawien. Beide Länder boten mit ausdrücklicher Billigung ihrer Regierungen den DSE-Rebellen einen Rückzugs- und Ausbildungsraum.

## Abstimmung
Paragraph 1 und 2 der Resolution wurden einstimmig angenommen. Paragraph 3 wurde durch ein Mehrheitsvotum verabschiedet.

## Inhalt
Der Sicherheitsrat beschloss:
1. die Repräsentanten von Griechenland und Jugoslawien zur Diskussion im Sicherheitsrat einzuladen. Sie sollten kein Stimmrecht erhalten.
2. die Repräsentanten von Albanien und Bulgarien einzuladen Erklärungen zur Sache abzugeben.
3. falls der Sicherheitsrat zu einem späteren Zeitpunkt feststellt, dass es noch strittige Fragen gibt, sollten Albanien und Bulgarien ebenfalls ohne Stimmrecht an der Diskussion im Sicherheitsrat teilnehmen.

## Folgen
Nach dem Erhalt der Diskussionsbeiträge setzte der Sicherheitsrat in der Resolution 15 vom 19. Dezember eine Untersuchungskommission zu den Vorfällen ein.